# Euplexia splendida
Euplexia splendida là một loài bướm đêm trong họ Noctuidae.